# Amparito Castro
María Amparo Castro (Madrid; 12 de agosto de 1937) conocida artísticamente como Amparito Castro es una actriz, bailarina y exvedette hispanoargentina.

## Carrera
Castro fue una popular vedette iniciada en el teatro de revistas, que en poco tiempo la catapultó a la pantalla grande donde filmó varias películas junto a importantes figuras de aquel momento como Jorge Porcel, Alberto Olmedo, Olinda Bozán, Juan Carlos Altavista, Alfredo Barbieri, Chico Novarro, Nelly Panizza, Carlos Carella, Nelly Beltrán, Susana Campos, entre muchas otras.
Además del teatro donde descolló su talento con las plumas secundando a otras eximias vedettes más conocidas  como Nélida Roca y Nélida Lobato, Amparito, trabajó también en bares, salones, boites  y cabarets. Estuvo un tiempo en el "Maison Dorée", un popular rincón musical, junto al cantante de tangos Alberto Marino. Y también en los boites de Quito y Guayaquil así como el Automóvil Club donde bailaba rumba y mambo.

## Filmografía
- 1965: Un italiano en la Argentina
- 1967: Coche cama, alojamiento
- 1968: La cama
- 1973: Los caballeros de la cama redonda
- 1976: Don Carmelo Il Capo[4]

## Televisión
- 1963/1984: Operación Ja-Já
- 1972: Malevo
- 1975: No hace falta quererte
- 1977: El cuarteador
- 1977: Tropicana Club
- 1981: Fiesta de aniversario de Canal 9
- 1984: Entre el amor y el poder[5]

## Teatro

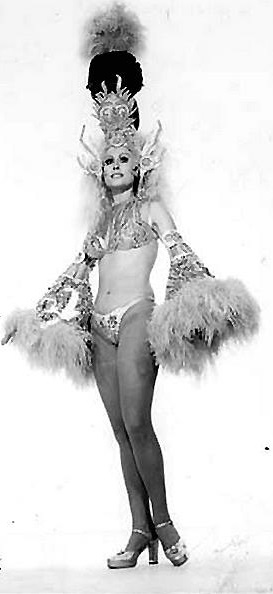
Amparito Castro durante una temporada teatral.

- Los Cohetes del Maipo (1961), con Dringue Farías, Ámbar La Fox, Alfredo Barbieri, Susana Brunetti e Hilda Mayo.
- Buenos Aires en Primavera (1965) en el Teatro Nacional, junto con Zulma Faiad, Mariano Mores, Gogó Andreu, Thelma Tixou y Roberto García Ramos.
- Pirujas y culandronas (1965). con Alfredo Barbieri, Rafael Carret, Alberto Anchart (h) y Julia Alson.[6]
- El Maipo está... Maipísimo (1967), con Hugo del Carril, Ámbar La Fox, Hilda Mayo, Marianito Bauzá y Pedro Sombra.
- Es la frescura (1967) con Norma Pons, Mabel Manzotti, Fidel Pintos, Don Pelele, Pochi Grey  y el "Gordo" Porcel. En esta obra se lucía con un cuadro magnìfico que se llamaba "Cuerpo y alma".
- Presentación en Festirama de Río Ceballos, Córdoba (1970)
- La banana mecánica (1974), junto a José Marrone, Estela Raval, Moria Casán, Jorge Luz, Julia Alson, Patricia Dal, Haydée Padilla y Guido Gorgatti.
- Colitas pintadas (1974/1975) en el Teatro El Nacional, con Santiago Bal, Raúl Lavie, Adriana Parets, Eduardo Muñoz y Edda Bustamante.
- Tu cuna fue un conventillo (1985), dirigida por Rodolfo Graziano en el Teatro El Círculo, de Rosario.
- Brillante (2013), en la Casa Municipal de la Cultura.

## Actualidad
Actualmente Castro se encuentra retirada del mundo del espectáculo hace más de 30 años. En el 2013 hizo su aparición sobre las tablas en un cuadro musical dirigida por Daniel Vitaller en la Casa Municipal de la Cultura, en Esteban de Adrogué. En ese mismo año apareció durante el festejo de los 100 del Teatro Maipo. Ha dictado charlas para estudiantes.